# Минское (Костромская область)
Ми́нское — село в Костромском районе Костромской области России. Административный центр Минского сельского поселения.

## География
Село находится в юго-западной части Костромской области, в подзоне южной тайги, на левом берегу реки Волга, на расстоянии приблизительно 3 км (по прямой) к юго-востоку от города Кострома, административного центра области и района. Абсолютная высота — 148 м над уровнем моря.

### Климат
Климат характеризуется как умеренно континентальный, с продолжительной холодной многоснежной зимой и коротким сравнительно тёплым летом. Средняя температура воздуха самого холодного месяца (января) — −11,6 °C; самого тёплого месяца (июля) — 17,8 °C (абсолютный максимум — 37 °С). Годовое количество атмосферных осадков — 613 мм, из которых большая часть выпадает в тёплый период.

### Часовой пояс
Село Минское, как и вся Костромская область, находится в часовой зоне МСК (московское время). Смещение применяемого времени относительно UTC составляет +3:00.

## Население
| 2008 | 2010  | 2014  |
| ---- | ----- | ----- |
| 1829 | ↗1848 | ↗1866 |

### Национальный состав
Согласно результатам переписи 2002 года, в национальной структуре населения русские составляли 97 % из 1729 чел.

## Улицы
| - ул. Куколевского, - ул. Новая, - ул. Овражная, | - ул. Полевая, - ул. Рабочая, - ул. Школьная. |